# Grenoble
Grenoble (wymowaⓘ, oksyt. Grenòble, Granòble; średniowieczny oksyt. Grasanòbol; fr.-prow. Grenoblo) – miejscowość i gmina we Francji, w regionie Owernia-Rodan-Alpy, w departamencie Isère. Przez miasto przepływa rzeka Isère.
Według danych na rok 2004 gminę zamieszkiwało 158 000 osób, a gęstość zaludnienia wynosiła 8315 osób/km² (wśród 2880 gmin regionu Rodan-Alpy Grenoble plasuje się na 3. miejscu pod względem liczby ludności, natomiast pod względem powierzchni na miejscu 592.). W spisie z 2016 roku Grenoble miało 158 180 mieszkańców, podczas gdy populacja aglomeracji Grenoble (po francusku: aire urbaine de Grenoble lub „agglomération grenobloise”) wynosiła 687 985, co czyni ją największą metropolią w Alpach, wyprzedzając Innsbruck i Bolzano. Miasto, jako znaczące europejskie centrum naukowe, reklamuje się jako „stolica Alp” ze względu na swoją wielkość i bliskość gór. Wiele gmin podmiejskich, które tworzą pozostałą część obszaru metropolitalnego, obejmuje cztery z populacją przekraczającą 20 000: Saint-Martin-d’Hères, Échirolles, Fontaine i Voiron.

## Specyfika miasta
Grenoble jest jednym z największych francuskich centrów naukowych – kształci się tu około 60 000 studentów, szczególnie w dziedzinach nauk ścisłych.
Miasto posiada trzy uniwersytety:
- Université Joseph Fourier – UJF (nauki ścisłe, techniczne, medycyna i farmacja) – Grenoble 1;
- Université Pierre Mendès France – UPMF (nauki społeczne i humanistyczne) – Grenoble 2 (tutaj również Institut d’études politiques de Grenoble);
- Université Stendhal (języki, literatury, komunikacja) – Grenoble 3;

Od 1 stycznia 2016 roku trzy uniwersytety połączono w jeden Université Grenoble Alpes (UGA).
oraz politechnikę – Institut national polytechnique de Grenoble (INPG) i szkołę zarządzania – Grenoble École de Management. Utworzono tam także strukturę o nazwie Minatec, której ambicją jest stanie się centrum innowacji w dziedzinie nanotechnologii (Pôle d’Innovation et d’expertise pour les micro et nanotechnologies).
W sierpniu 2004 tygodnik Time nazwał Grenoble, w uznaniu rozwoju jego potencjału naukowego, „małym wielkim miastem”, zaliczając je do kilku najbardziej prężnych miejsc w Europie.
Znajduje się tam także centrum badań nuklearnych Centre d’études nucléaires de Grenoble.

## Atrakcje turystyczne

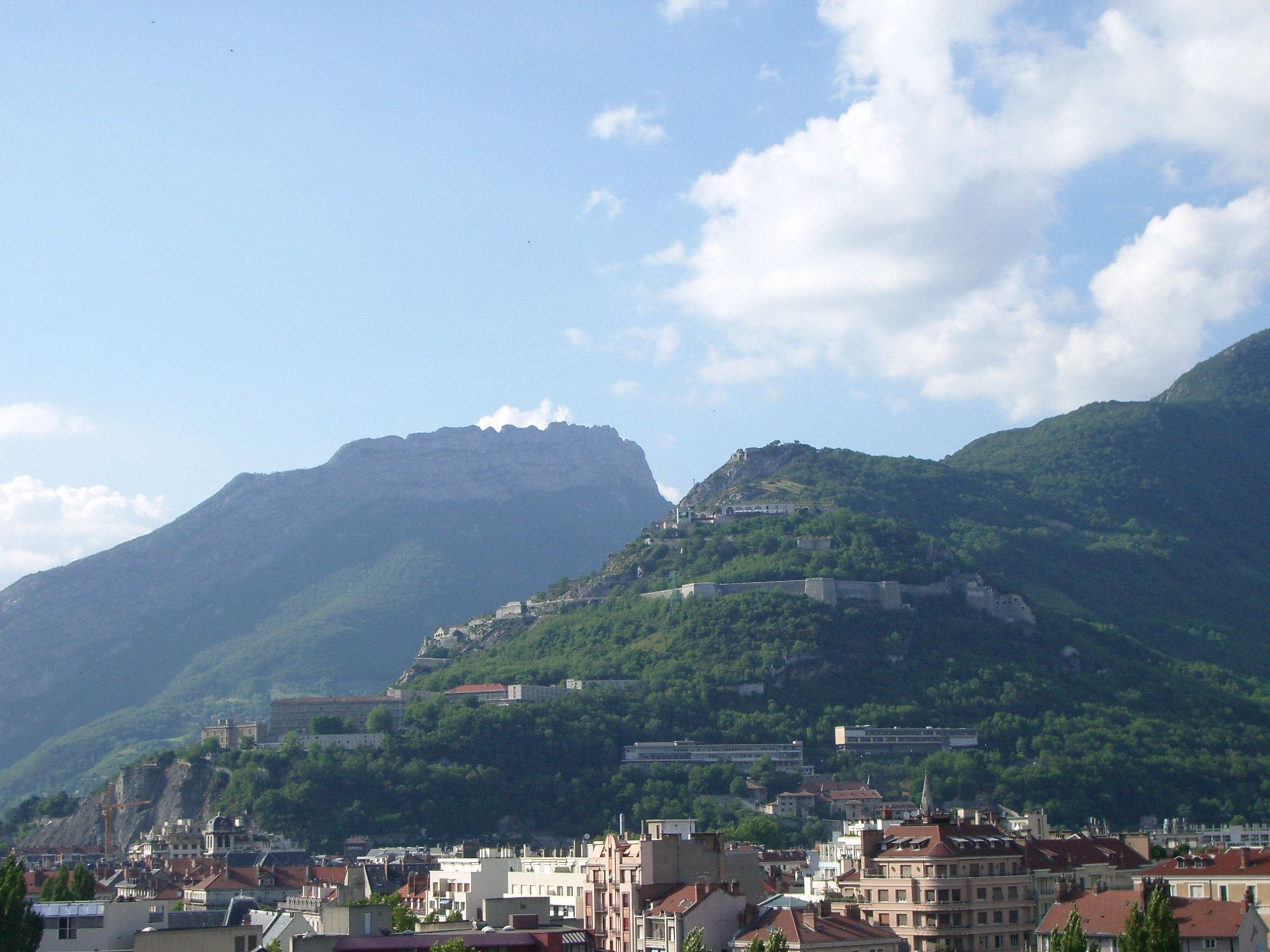
Bastylia widziana ze strony Grenoble

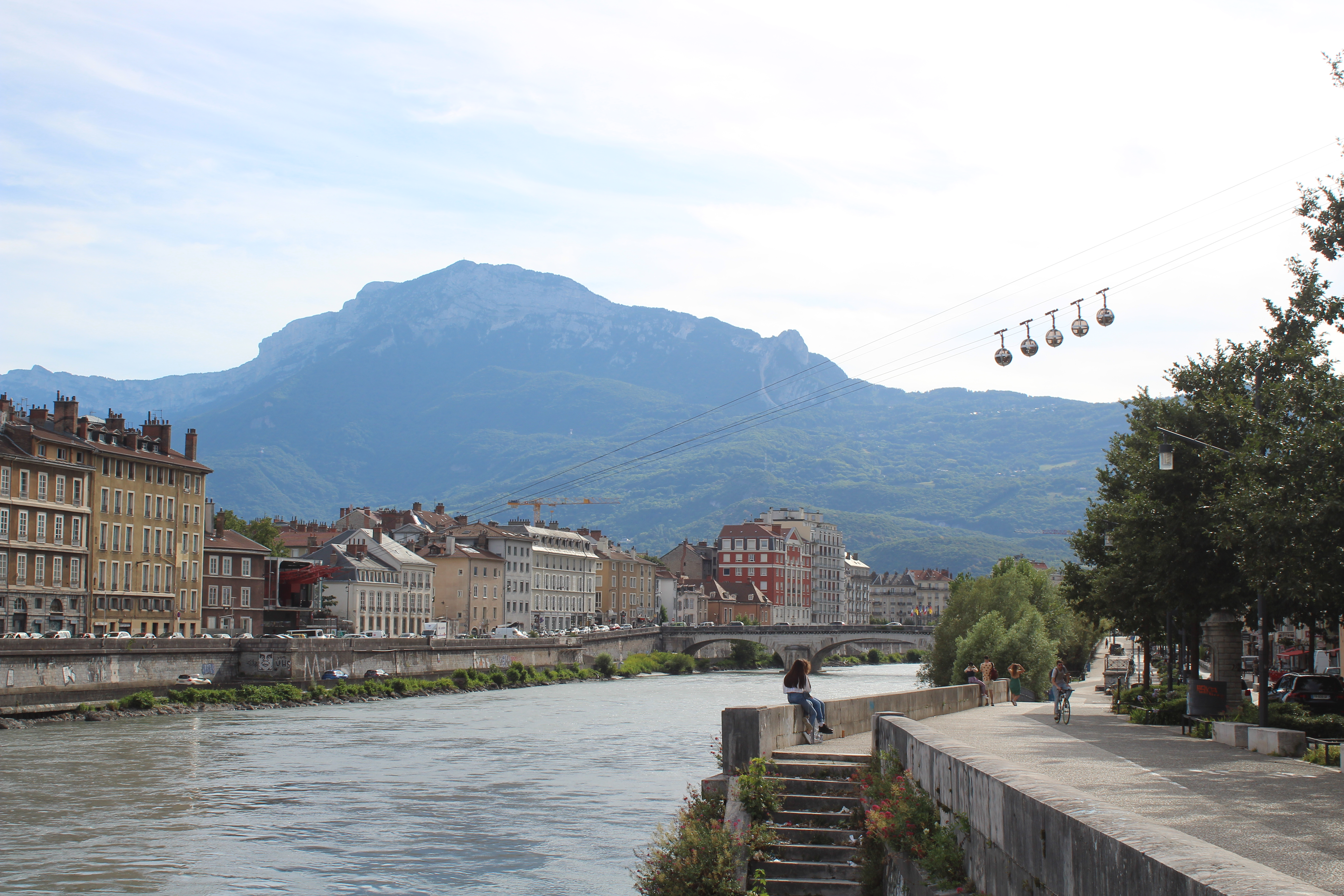
Rzeka Isère i kolejka linowa

- Twierdza Bastylia (fr. Fort de Bastille) z końca XVI wieku
- Kolej linowa do twierdzy, uruchomiona w 1934 roku
- Palais de Justice – dawna siedziba parlamentu Delfinatu
- Katedra Notre-Dame – sięgająca początkami XI w.
- Église St-Laurent – kościół zbudowany przez pierwszych chrześcijan (muzeum archeologiczne od 1986 roku)
- Église St-André – dawna kaplica Delfinów z XIII w.
- Église Saint-Louis – kościół zbudowany w ostatniej dekadzie XVII w.; w kaplicy św. Jana Chrzciciela została pochowana w 1769 r. Anna Orzelska, naturalna córka króla polskiego Augusta II Mocnego[3].
- Porte de France – dawna brama miejska
- Porte Saint-Laurent – dawna brama miejska
- Musée de Grenoble
- Muzeum Delfinatu (fr. Musée Dauphinois)
- Musée Stendhal – muzeum Stendhala w dawnym ratuszu
- Ogród Delfinów (fr. Jardin des Dauphins) i park Guy Pape – ogród i park spacerowy położony nad rzeką Isère, u stóp wzgórza Bastylii. Oferuje piękne widoki na skalne zerwy dominującego nad nim od wschodu fortu Rabot. W dolnej części ogrodu brązowy posąg konny Philis de La Charce, na poły legendarnej przywódczyni zbrojnego oporu mieszkańców Delfinatu przeciw najazdowi sabaudzkiemu w 1692 roku[4], dłuta paryskiego rzeźbiarza Daniela Campagne’a.
- Hale Świętej Klary (fr. Les Halles Sainte-Claire) – atrakcja dla smakoszy kuchni francuskiej, można tu znaleźć wszystko, począwszy od wyrobów piekarniczych i cukierniczych, przez masarskie oraz rybne, aż po regionalne. Budynek warto zwiedzić także dla jego walorów architektonicznych. Hale zostały zbudowane w 1874 roku w miejsce klasztoru klarysek.
- Wieża Perreta (fr. La Tour Perret) – wieża obserwacja znajdująca się w parku Paul Mistral. Zbudowana na wystawę Biała Woda i Turystyka (fr. l’Houille Blanche et le Tourisme) w 1925 roku przez Augusta Perret i jego braci. Mierzy 82 m wysokości. Została zaklasyfikowana jako pomnik narodowy w 1998 roku.

## Węzeł Wiedzy i Innowacji EIT
Grenoble jest jednym z centrów Węzła Wiedzy i Innowacji (Sustainable Energy)
Europejskiego Instytutu Technologicznego. W projekcie uczestniczą też uczelnie i przedsiębiorstwa z Hiszpanii, Holandii, Niemiec, Polski (polskim koordynatorem projektu jest krakowska AGH) i Szwecji. Udział w projekcie pozwala na tworzenie zupełnie nowych technologii i ich transfer do biznesu na ogromną skalę.
Na badania wykorzystywane w biznesie przypadnie 120 mln euro rocznie.
Centra Węzła Wiedzy i Innowacji – KIC Inno Energy:
CC Germany: Karlsruhe, CC Alps Valleys: Grenoble, CC Benelux: Eindhoven / Leuven, CC Iberia: Barcelona, CC PolandPlus: Kraków, CC Sweden: Sztokholm

## Miasta partnerskie
- Kowno, Litwa
- Katania, Włochy
- Innsbruck, Austria
- Essen, Niemcy
- Halle (Saale), Niemcy
- Kiszyniów, Mołdawia
- Oksford, Wielka Brytania
- Rehovot, Izrael
- Phoenix, Stany Zjednoczone
- Pecz, Węgry
- Safakis, Tunezja
- Konstantyna, Algieria
- Corato, Włochy